# Sarah Coope
Sarah Coope is een Brits triatlete. Ze is zesvoudig Europees kampioene triatlon en meervoudig Brits kampioene triatlon. In 1991 werd ze derde op de Ironman Hawaï.
Momenteel is ze werkzaam als fitness- en voedingsconsultant.

## Titels
- Europees kampioene triatlon op de lange afstand: 1987, 1989
- Europees kampioene triatlon op de middenafstand: 1986, 1987, 1988
- Europees kampioene triatlon op de olympische afstand: 1987

## Belangrijkste prestaties

### triatlon
- 1985:  EK olympische afstand in Immenstadt im Allgäu - 3:08.07
- 1986:  EK olympische afstand in Milton Keynes - 2:21.50
- 1986:  EK middenafstand in Brasschaat - 4:32.13
- 1987:  EK middenafstand in Roth - 4:28.38
- 1987:  EK lange afstand in Joroinen - 9:48.17
- 1987:  EK olympische afstand in Marseille - 2:17.03
- 1988:  EK middenafstand in Stein - 4:15.42
- 1989: 4e EK olympische afstand in Cascais - 2:22.45
- 1989:  EK lange afstand in Rødekro - 9:33.20
- 1991:  Ironman Hawaï - 9:33.20
- 1991: 12e EK olympische afstand in Genève - 2:12.50

### duatlon
- 1991:  EK in Birmingham - 1:31.02